# Cyzicus elongatus
Cyzicus elongatus är en kräftdjursart som beskrevs av Karl R. Mattox 1957. Cyzicus elongatus ingår i släktet Cyzicus och familjen Cyzicidae. Inga underarter finns listade i Catalogue of Life.